# Kutampi Kaler
Kutampi Kaler is een bestuurslaag in het regentschap Klungkung van de provincie Bali, Indonesië. Kutampi Kaler telt 2746 inwoners (volkstelling 2010).